# البطولات الوطنية الأمريكية 1882 (كرة مضرب)
قائمة بالأبطال في 1882 البطولات الوطنية الأمريكية لكرة المضرب (المعروفة الآن باسم أمريكا المفتوحة):

## الكبار

### فردي رجال
ريتشارد سيرز هزم  كلارينس م. كلارك 6-1 6-4 6-0